# منجبي متوج أسود
منجبي متوج أسود (الاسم العلمي: Lophocebus aterrimus) (بالإنجليزية: Black crested mangabey)‏ هو نوع من الحيوانات يتبع جنس السعدان المنجبي المتوج من فصيلة سعادين العالم القديم.